# Accelerando (roman)
Accelerando är en science fiction roman från 2005 som består av en serie sammanhängande noveller av den engelske författaren Charles Stross. Både inbundna och häftade utgåvor släpptes som fri e-bok under Creative Commons licenser (CC by-nc-nd). Accelerando vann Locuspriset 2006, och blev nominerad för Hugo-, Campbel-, Clarke-, och British Science Fiction-priset 2005-2006.
En uppföljande roman Glasshouse, som utspelar sig i samma universum, gavs ut i juni 2006.